# 東方網庫
東方網庫控股有限公司，簡稱東方網庫控股，以及東方網庫（英語：ORIENTAL EXPLORER HOLDINGS LIMITED，港交所：0430），在1970年由多名投資者創立，現時由劉志勇（主席）及劉志奇（副主席）主理。前身為「能豐國際集團有限公司」。
現時業務在香港和國內經營電子、製造、鋼材和物業投資。而股份則在1993年3月30日於香港交易所主板上市。
總部位於香港黃竹坑道54號萬事昌集團大廈8樓。旗下上市公司則有萬事昌國際控股有限公司。

## 連結
- Irasia.com/listco/hk/orientalexplorer （页面存档备份，存于）